# Santiago Pérez López
Santiago Pérez López (Guadix, Granada, 23 de noviembre de 1961) es un político español del Partido Popular. Desempeñó el cargo subdelegado del Gobierno de España en la provincia de Granada entre 2012 y 2015.

## Trayectoria
Pérez López es doctor en Historia por la Universidad de Granada, dedicándose como profesión a la enseñanza en diversos institutos de su región. Está casado y tiene dos hijas.
En los comicios municipales de mayo de 2007 —y tras intentarlo desde 1999— se convirtió en el alcalde de la ciudad de Guadix , hasta entonces gobernada por el socialista Antonio Avilés. Revalidó su mayoría absoluta en las elecciones de 2011.
Paralelo a su labor como edil en el ayuntamiento accitano, desde el año 2000 y hasta su designación como subdelegado del Gobierno a principios de 2012, ocupó un escaño en el Parlamento de Andalucía representando a la provincia de Granada. En dicha cámara fue portavoz del PP en la comisión de Educación (2004-2012), vicepresidente de la comisión de Seguimiento y Control Financiación Partidos Políticos (2004-2005), y vocal en otras.
El 10 de enero de 2012 el gobierno recién elegido de Mariano Rajoy hizo público su nombramiento como subdelegado en Granada, cargo del que tomaría posesión el día 18 del mismo mes. En los días previos se produjo su cese como alcalde accitano, siendo sustituido por el hasta entonces teniente de alcalde José Antonio González Alcalá, y su dimisión como parlamentario autonómico.

### Trayectoria literaria
Santiago Pérez es autor de tres libros: El Hospital de Caridad y el Hospicio Real (1997, escrito junto con Antonio Lara Ramos), Guadix y su obispado en la Guerra de la Independencia (1998) y Las cofradías de Semana Santa en Guadix (1999).